# 薩利亞莫納斯·巴納提斯
萨利亚莫纳斯·巴纳提斯（立陶宛語： 发音ⓘ、1866年7月15日-1933年5月4日）是立陶宛的出版商，银行家和政治家。他是签署《立陶宛独立法案》的二十个人之一。
父亲和哥哥的早逝迫使巴纳提斯辍学，转而在家里的农场工作。尽管他没有接受过高等教育，他还是加入了立陶宛的文化生活——走私被禁的立陶宛报刊，协助文卡斯·库迪尔卡出版立陶宛语报纸《铃声报》与《农民报》。加入维尔纽斯大议会。1905年，他搬到考納斯、并且在那里成立了首家立陶宛语印刷厂。他的印刷厂与当时一个专门出版立陶宛语出版物的协会圣卡西米尔协会合作，出版了近400本书籍和10种期刊。1911年，他创办了一家信用社。
巴纳提斯在第一次世界大战期间特别活跃，他在考纳斯建了立陶宛第一家体育馆和12所小学，组织了一个手风琴演奏团，编写并出版了一份政治建议书，他在这本书中提议按照立陶宛大公国建立一个未来的立陶宛国家。1917年，他参与了維爾紐斯會議、并成为立陶宛國民大會的一员。1918年，他继約納斯·巴薩納維丘斯第二个签署了《立陶宛独立法案》。立陶宛独立战争爆发后，他招募男子加入新的立陶宛军队。